# Utilitarizem
V etični filozofiji je utilitarizem družina normativnih etičnih teorij, ki predpisujejo dejanja, ki maksimizirajo srečo in dobro počutje prizadetih posameznikov.[1][2] Z drugimi besedami, utilitarne ideje spodbujajo dejanja, ki vodijo do največjega dobrega za največje število ljudi. Čeprav različne vrste utilitarizma dopuščajo različne značilnosti, je osnovna ideja, ki jih vse podpira, v nekem smislu maksimiranje koristnosti, ki je pogosto opredeljena z dobrim počutjem ali sorodnimi koncepti. Jeremy Bentham, ustanovitelj utilitarizma, je na primer koristnost opisal kot sposobnost dejanj ali predmetov, da ustvarijo koristi, kot so užitek, sreča in dobro, ali da preprečijo škodo, kot sta bolečina in nesreča, prizadetim.
Utilitarizem je različica konsekvencializma, ki trdi, da so posledice katerega koli dejanja edino merilo za to, kaj je prav in kaj narobe. Za razliko od drugih oblik konsekvencializma, kot sta egoizem in altruizem, egalitarni utilitarizem enako upošteva interese vsega človeštva ali vseh čutečih bitij. Zagovorniki utilitarizma se ne strinjajo glede številnih vprašanj, na primer ali naj se dejanja izbirajo na podlagi njihovih verjetnih rezultatov (utilitarizem dejanj) ali ali naj se akterji ravnajo po pravilih, ki maksimizirajo koristnost (utilitarizem pravil). Obstaja tudi nesoglasje glede tega, ali naj se maksimizira skupna koristnost (skupni utilitarizem) ali povprečna koristnost (povprečni utilitarizem).
Začetke teorije najdemo pri hedonistoh Aristipu in Epikurju, ki sta srečo obravnavala kot edino dobro, v državnem konsekvencializmu starodavnega kitajskega filozofa Mozija, ki je razvil teorijo za maksimiranje koristi in zmanjšanje škode, ter v delu srednjeveškega indijskega filozofa Šantideve. Tradicija sodobnega utilitarizma se je začela z Jeremyjem Benthamom in nadaljevala s filozofi, kot so John Stuart Mill, Henry Sidgwick, R. M. Hare in Peter Singer. Koncept je bil uporabljen v ekonomiji socialne blaginje, vprašanjih pravičnosti, krizi globalne revščine, etiki reje živali za hrano in pomenu izogibanja eksistencialnim tveganjem za človeštvo.
Etimologija
Bentamizem, utilitaristična filozofija, ki jo je ustanovil Jeremy Bentham, je bistveno spremenil njegov naslednik John Stuart Mill, ki je populariziral izraz utilitarizem.[3] Leta 1861 je Mill v opombi priznal, da čeprav je Bentham verjel, da je "prvi, ki je uporabil besedo 'utilitarističen', je ni izumil. Namesto tega jo je prevzel iz bežnega izraza" v romanu Johna Galta iz leta 1821 Anali župnije.[4] Vendar se zdi, da se Mill ni zavedal, da je Bentham izraz utilitarističen uporabil v svojem pismu Georgeu Wilsonu iz leta 1781 in pismu Étiennu Dumontu iz leta 1802.[3]
Zgodovinsko ozadje
Predmoderne formulacije
Glej tudi: Hedonizem in državni konsekvencializem
O pomenu sreče kot cilja za ljudi se že dolgo razpravlja. Oblike hedonizma sta predlagala starogrška filozofa Aristip in Epikur. Aristotel je trdil, da je evdaimonija najvišje človeško dobro. Avguštin je zapisal, da se »vsi ljudje strinjajo v želji po končnem cilju, ki je sreča«. Zamisel, da je treba ravnanje presojati po njegovih posledicah, je obstajala tudi v antičnem svetu. Konsekvencialistične teorije je prvi razvil starodavni kitajski filozof Mozi, ki je predlagal sistem, ki je želel maksimirati koristi in odpraviti škodo.[5] Mohistični konsekvencialistizem je zagovarjal komunitarne moralne dobrine, vključno s politično stabilnostjo, rastjo prebivalstva in bogastvom, vendar ni podpiral utilitaristične ideje o maksimiranju individualne sreče.[6]
Utilitarne ideje lahko najdemo tudi v delih srednjeveških filozofov. V srednjeveški Indiji je filozof iz 8. stoletja Śāntideva zapisal, da bi morali »ustaviti vso sedanjo in prihodnjo bolečino in trpljenje vseh čutečih bitij ter doseči vse sedanje in prihodnje zadovoljstvo in srečo«.[7] V srednjeveški Evropi je srečo podrobno raziskal Tomaž Akvinski v svoji Summa Theologica.[8][9][10][11][12] V času renesanse so konsekvencialistične ideje prisotne v delih politične filozofije Niccola Machiavellija.
18. stoletje
Utilitarizem se je kot ločeno etično stališče pojavil šele v 18. stoletju in čeprav se običajno domneva, da se je začel z Jeremyjem Benthamom, so že prej pisatelji predstavili teorije, ki so bile presenetljivo podobne.